# SAS aux Caraïbes
SAS aux Caraïbes est le 8e roman de la série SAS, écrit par Gérard de Villiers et publié en 1967 aux éditions Plon / Presses de la Cité. Comme tous les SAS parus au cours des années 1960, le roman a été édité lors de sa publication en France à 50 000 exemplaires. Le roman a été de nouveau publié aux éditions Gérard de Villiers en 2014.
L'action du roman se déroule courant 1967 aux Bahamas, notamment Nassau.

## Personnages principaux

### Les Américains et leurs alliés
- Malko Linge : héros du roman, Autrichien, agent contractuel de la CIA.
- William Clark : chef de la division Caraïbes de la CIA.
- Jack Harvey : membre de la CIA aux Bahamas, sérieux et efficace.
- Ed Aron : milliardaire américain, en résidence aux Bahamas.
- Lester Young : homme politique qui veut lutter contre la pègre des Bahamas.
- Milton Brabeck : agent spécial de la CIA (intervient à la fin du roman).
- Chris Milton : agent spécial de la CIA (intervient à la fin du roman).

### Autres personnages
- Bernon Mitchell : mathématicien et cryptologue, supposé mort dans la mer des Caraïbes.
- Bert Minsky, dit Big Daddy : mafieux réfugié aux Bahamas.
- Irina Malsen : magnifique jeune femme, employée par le KGB pour séduire des Occidentaux.
- Angelo Genna : employé de Bert Minsky, il veut vendre un "secret" à la CIA.
- O'Brien : tueur à gages habituel de la mafia de Floride.
- Muriel Mitchell : jeune épouse de Bernon Mitchell.
- Ringo : barman de Bert Minsky et tueur à gages occasionnel.

## Résumé

### Introduction et contexte
Bernon Mitchell, mathématicien spécialisé dans le codage, membre éminent de la NSA, disparaît en mer lors de vacances aux Bahamas : son corps, ou ce qui pourrait peut-être être son corps, est retrouvé dans la mer dans un état avancé de décomposition. Il s'agit d'une importante perte potentielle pour la sécurité des États-Unis puisque l'homme avait contribué à établir la plupart des codes secrets de cryptage utilisés en matière de défense. La NSA, qui veut avoir la certitude que le cadavre repêché est bien celui de son cryptologue, demande à la CIA d'enquêter. Car si l'homme n'est pas mort et a été enlevé par les Soviétiques, c'est une catastrophe ; ça l'est encore plus s'il a décidé de passer volontairement à l'Est.
Le 3 juillet, Malko Linge est donc envoyé aux Bahamas. Il rencontre Jack Harvey, membre de la CIA aux Bahamas. Son enquête commence par la découverte de l'assassinat d'Angelo Genna, qui voulait vendre un "secret" à la CIA (par l'intermédiaire de Jack Harvey) pour 10 000 dollars. Son meurtre dans une église par un faux prêtre, quelques heures avant l'arrivée de Malko, laisse clairement penser qu'il s'agit d'un "contrat" et qu'on voulait le faire taire à tout prix. Le fait qu'il travaillait pour Bert Minsky (dit Big Daddy), un mafieux local retranché dans une enclave pour milliardaires, oriente Malko vers cet homme.

### Malko contre Irina et Bert Minsky
Irina Malsen arrive aux Bahamas pour négocier, au nom du KGB, le transfert de Bernon Mitchell vers Cuba. Le prix de la "vente" de Bernon Mitchell est d'un million de dollars (valeur 1967). En effet, le mathématicien n'est pas mort et est sous la garde de Bert Minsky. Ce dernier tente de violer Irina mais celle-ci se défend avec succès.
Dès le premier jour de son arrivée, Malko fait la connaissance d'Irina au bord de la piscine de l'hôtel de luxe dans lequel les deux agents secrets ont élu domicile. Irina séduit Malko et lui propose un passage aux bains turcs (équivalent d'un sauna). Elle enferme Malko dans la pièce surchauffée. Malko n'arrive pas à quitter les lieux et risque d'être asphyxié par la chaleur suffocante, et ne doit la vie sauve que grâce à l'intervention in extremis de Jack Harvey. Malko s'en tire avec des brûlures au deuxième degré et des douleurs intenses sur la peau. Il doit rester alité pendant deux jours. Quant à Irina, une fois son forfait accompli, elle quitte l'hôtel de luxe. Elle a agi sur les ordres de Bert Minsky qui, averti de l'arrivée de Malko, voulait se débarrasser immédiatement de l'agent secret.
Bert Minsky décide de transférer Bernon Mitchell dans une île pour milliardaires, Litton Kay, à New Providence Island, près de Windsor Field, afin de le mettre hors de l'enquête de Malko. Irina a un entretien avec Bernon, car il s'agit de vérifier, non seulement son identité et le fait qu'il soit vivant, mais aussi qu'il souhaite de sa propre volonté se rendre à Cuba. L'entretien est très rapide, et Irina conclut qu'il s'agit effectivement du mathématicien et qu'il est un transfuge volontaire.
Pendant ce temps, Malko a appris le départ de Bert Minsky vers Litton Kay, et se demande comment agir. Sur ces entrefaites arrive aux Bahamas Muriel Mitchell, la jeune "veuve" de Bernon Mitchell. La jeune femme ne croit pas à la mort ni au suicide de son époux, et a contacté, par ses connaissances, les plus hautes autorités pour avoir des informations sur le sort de son mari. De guerre lasse, William Clark l'a envoyée voir Malko. L'agent secret, en plus de son enquête, doit donc "gérer" l'arrivée inopinée de l'épouse éplorée. Le soir, il a une relation sexuelle avec Muriel ; il apprend peu après que celle-ci évait couché avec lui uniquement pour se venger de son époux, qu'elle suspecte de l'avoir quittée pour partir vivre avec une autre femme !
Pendant ce temps, Irina, qui souhaite en savoir plus sur Bernon, tente de le séduire. Quand l'homme se blesse au pied, elle lui propose de le soigner. Elle lui administre des onguents aphrodisiaques dans le but de le "détendre" et, après une relation sexuelle avec lui, d'extorquer des informations sur les motifs qui l'ont poussé à quitter les États-Unis. Le projet d'Irina fait long feu et est découvert. Elle découvre aussi estomaquée que Bernon est homosexuel et qu'il entretient une liaison avec un jeune métis, Steve ! Après une brève algarade de jalousie entre Steve et Bernon, les deux hommes, ivres, ligotent Irina et se mettent à la torturer pour se venger de ses agissements.
Rétabli de ses blessures du sauna, Malko tente de se rendre à Litton Kay mais des gardes assurent la surveillance étanche de la zone. Il parvient à pénétrer dans la zone et se met à fouiller des bungalows. Il entend alors les cris épouvantables d'Irina en train d'être torturée. Malko intervient, fait peur aux deux hommes, emporte avec lui Irina et la ramène saine et sauve à l'hôtel, bien qu'amochée. On apprend qu'un cyclone est en train de se former, et Malko n'a qu'un souhait : que le cyclone vienne rafraîchir la température !

### Malko et Irina contre Bert Minsky
Pour Bert Minsky, les événements de la nuit sont catastrophiques : Malko a découvert que Bernon était vivant ; il connaît son domicile à Litton Kay ; Irina a été enlevée par Malko et Bert n'a plus de contact avec les services soviétiques. Il demande à O'Brien, qui avait assassiné Angelo Genna à sa demande, de faire la même chose pour Malko, mais O'Brien, prudent, refuse. Minsky fait alors appel à Ringo, son barman qui fait office de tueur à gages occasionnel.
Pendant ce temps, Malko reçoit la visite, en guise de renforts, de Chris Jones et de Milton Brabeck. Il doit aussi "gérer" la présence épuisante et les états d'âme de Muriel Mitchell. Le soir, Muriel et lui écoutent un concert à la terrasse de l'hôtel. Ringo, caché près du groupe de musiciens, tire sur eux pour tuer Malko. C'est Muriel qui est touchée et est grièvement blessée. Une course poursuite a lieu entre Brabeck, Jones et Ringo ; ce dernier est abattu par Chris Jones, mais Milton Brabeck a été blessé à la jambe.
Irina a récupéré des forces. Elle a une discussion avec Malko et lui propose une alliance : elle l'aidera à récupérer ou à tuer Bernon Mitchell, et en contrepartie elle disparaîtra, quittant en même temps le KGB et sa vie qui s'annonce comme étant un cul-de-sac. Malko devra lui laisser sa liberté et ne pas avertir la CIA à Langley. Après réflexion Malko accepte. Elle lui révèle que son chef est le colonel Vassili Sarkov ; il a établi sa base sur une goélette (L'Erna). Il attend qu'Irina lui livre Bernon Mitchell afin de l'amener à Cuba, où d'autres officiers du KGB prendront le relais.
Malko décide alors d'utiliser un stratagème pour s'emparer de Bernon Mitchell. Il se rend dans un bar spécialisé dans les rencontres homosexuelles, l'Hôtel Colonial, et se laisse volontairement séduire par un acteur américain, Louie Grant, qui n'est pas resté insensible à son physique. Après avoir flirté avec l'acteur, Malko lui suggère d'inviter à la soirée un peu spéciale qu'ils envisagent un homme dont il a entendu parler, Steve (il s'agit du petit ami de Bernon Mitchell). Ainsi, explique Malko, ils feront une soirée à quatre : Malko, Louie Grant, Steve et Jack Harvey. Louis Grant accepte d'inviter Steve, et ce dernier, contacté par téléphone, accepte, moyennant une somme d'argent. Plus tard, Steve se rend au rendez-vous, et tombe dans le guet-apens organisé par Malko. L'agent secret et Jack Harvey laissent partir Louie Grant, et se rendent à Litton Kay avec Steve. Celui-ci, connu des gardes de sécurité, permet aux deux espions de pénétrer dans la zone protégée. Ils attirent Bernon Mitchell dans un piège, Steve servant d'appât, et s'emparent de lui. Bernon est placé dans le coffre de la voiture et les agents secrets repartent de Litton Kay avec leur prisonnier.
Au petit matin, Malko interroge Bernon et lui demande s'il accepte de revenir vivre aux États-Unis, sans jamais trahir la NSA. Bernon refuse catégoriquement. Malko reçoit alors l'ordre, de William Clark, d'exécuter Bernon.

### Dénouement
On est le 13 juillet, et Malko se trouve aux Bahamas depuis dix jours. Il élabore un plan permettant à la fois de se venger de Bert Minsky, de tuer Bernon Mitchell et de faire croire aux Soviétiques qu'Irina est morte. Il a une relation sexuelle avec elle.
Pendant ce temps, Bert Minsky interroge Steve. Ulcéré de découvrir que Malko s'est emparé du cryptologue américain (qu'il ne peut donc plus "vendre" aux Soviétiques), il torture Steve, et ordonne que celui-ci soit placé au pied d'un mancenillier, dont la sève acide et caustique détruit la peau et les os du jeune métis dans des souffrances intolérables. Le vent s'élève et tout le monde s'attend à l'arrivée du cyclone tropical.
Appliquant le plan de Malko, Irina se présente auprès de la goélette de Vassili Sarkov, amarrée au port. Elle lui dit qu'elle s'est emparée de Bernon, l'ayant "subtilisé" à Bert Minsky. Elle conduit Vassili jusqu'à l'endroit où est détenu Bernon, endormi par un puissant somnifère. Surgit alors Bert Minsky, qui tire avec son parabellum sur le Soviétique. En réalité, il a été prévenu de la "livraison" de Bernon au colonel du KGB par Malko. Dans l'échange de coups de feu qui s'ensuit, Bert Minsky est tué. Vassili voit Irina tombée à terre, le corps ensanglanté. Il s'empare du corps endormi de Bernon et retourne à sa goélette. Pour lui, Irina est morte dans le cours de sa mission. Arrivé à la goélette, il rend compte à ses supérieurs du fait que Bernon est avec lui et de la mort d'Irina. Il ordonne aux hommes d'équipage de quitter immédiatement le port et de se diriger vers Cuba. Les marins, invoquant le cyclone Flora qui se dirige vers les Bahamas, tentent de se rebeller. Surviennent alors les forces de police, alertées par Malko. Craignant l'échec de sa mission en raison d'une arrestation de dernière minute, Vassili Sarkov ordonne le départ immédiat, faute de quoi il les tuera tous. Les marins obtempèrent. La goélette prend le large, mais face au terrible cyclone Flora, après plusieurs heures de navigation dans la mer déchaînée, ne peut rien contre le cyclone et sombre dans les flots, emportant dans la mort Vassili Sarkov et Bernon Mitchell.
Pendant ce temps, brûlé par la sève acide du mancenillier, Steve souffre les affres de l'agonie. Mais le pire reste à venir. Sentant venir le cyclone, des milliers de crabes quittent leurs refuges de rochers et envahissent la terrasse. Steve se fait dévorer vivant par des crabes affamés et apeurés.
Irina n'est pas morte pendant l'échange des coups de feu entre Bert Minsky et Vassili Sarkov. Sa prétendue mort n'était en fait qu'une ruse de Malko pour faire croire au Russe de son décès. Ainsi, elle ne sera jamais pourchassée par le KGB. Irina contacte Ed Aron, un milliardaire qu'elle avait rencontré quelques jours auparavant à Litton Kay. L'homme lui avait fait une proposition de vie commune, et éventuellement de mariage. Elle l'appelle au téléphone et lui propose un marché : elle a vécu jusqu'à présent une vie imparfaite, elle souhaite changer de vie, elle accepte la proposition de vie commune et de mariage de l'Américain, sous la double condition d'un départ immédiat des Bahamas et la promesse qu'il ne pose jamais de questions sur sa vie passée. Elle lui donne un délai de quelques secondes pour se décider. Ed Aron accepte immédiatement les fiançailles et le départ immédiat.
La dernière page du roman relate une visite que fait Malko à Muriel Mitchell à l'hôpital : la jeune femme est sur le point de mourir.

## Autour du roman
- À la page 106 de l'édition originale, on trouve une coquille dans la note 1 : « Voir : S. A. S. le dossier Keime dy »[1].
- Malko est torturé en étant placé dans une « chambre à vapeur ». Dans Que viva Guevara (1970), on retrouvera un mode de torture similaire : Malko sera placé dans une petite pièce (le « frigidaire ») dans laquelle une puissante source de chaleur le brûlera comme dans un four.